# 国民自由党 (ルーマニア)
国民自由党（こくみんじゆうとう、ルーマニア語: Partidul Național Liberal、略称：PNL）は、ルーマニアの自由主義政党。2003年9月29日から2007年4月5日まで民主党と政党連合「正義と真実」を結成していた。2014年に民主自由党と合併した。